# Нови вијек
Нови вијек је, по историографској категоризацији, период од пада Цариграда (1453) до краја Првог светског рата (1918). За почетак новог вијека узима се 1453. година (тј. пад Византије), а за крај новог вијека узима се Први свјетски рат (1914—1918).
Писаној историји човечанства претходила је његова праисторија, почев од палеолитског доба („старо камено доба“), а затим неолитског доба („ново камено доба“). У неолиту је започела пољопривредна револуција, између 10.000 и 5.000 п. н. е, у Плодном полумесецу Блиског истока. Током овог периода, људи су започели систематско узгајање биљака и животиња. Како је пољопривреда напредовала, већина људи је прешла из номадског у устаљени начин живота као пољопривредници у сталним насељима. Релативна сигурност и повећана продуктивност коју пружа пољопривреда омогућили су заједницама да се прошире у све веће јединице, подстакнуте напретком у транспорту.
Било у праисторијско или историјско доба, људи су увек обитавали у близини поузданих извора питке воде. Насеља су се развила већ 4.000. п. н. е. у Ирану, у Месопотамији, у долини реке Инд на Индијском потконтиненту, на обалама египатске реке Нил, и дуж кинеских река. Како се пољопривреда развијала, пољопривреда житарица постајала је софистикованија и подстакла је поделу рада ради складиштења хране између узгојних сезона. Радне поделе су довеле до пораста доконе више класе и развоја градова, што је представљало темељ за цивилизацију. Све већа сложеност људских друштава захтевала је системе рачуноводства и писања. Хиндуизам се развио у касно бронзано доба на Индијском потконтиненту. Аксијално доба било је сведок увођења религија као што су будизам, таоизам, конфучијанство и џаинизам.

## Основне одлике
Нови вијек почиње открићима у области науке, технике, привреде и упознавања сопствене планете. Нова техничка открића као што су проналазак компаса и дурбина или изградња каравела, нове врсте бродова, омогућила су и убрзала географска открића.

## Значајни научници
Наука у Новом вијеку није више под директним утицајем цркве. Истичу се математичари и астрономи Никола Коперник, Јохан Кеплер, Галилео Галилеј и Ђордано Бруно. Најпознатији филозофи су Рене Декарт и Франсис Бејкон.

## Култура
Развија се капитализам чији је носилац грађанска класа. Број писмених људи повећава се захваљујући Јохану Гутенбергу, изумитељу штампарске машине.